# Provincia di Ganzourgou
La provincia di Ganzourgou è una delle 45 province del Burkina Faso, situata nella regione dell'Altopiano Centrale. Il capoluogo è Zorgho.

## Struttura della provincia
La provincia di Ganzourgou comprende 8 dipartimenti, di cui 1 città e 7 comuni:

### Città
- Zorgho

### Comuni
- Boudry
- Kogho
- Méguet
- Mogtédo
- Salogo
- Zam
- Zoungou